# STS-114
STS-114 je mise amerického programu raketoplánů, konkrétně stroje Discovery v červenci a srpnu 2005. Byl to první start raketoplánu od havárie Columbie v roce 2003, konkrétně po 907 dnech „odstávky“ raketoplánů. Hlavním cílem letu byla zkouška nových bezpečnostních procedur a opatření a také zásobení Mezinárodní vesmírné stanice.

## Posádka
- Eileen Collinsová (4) – velitel
- James McNeal Kelly (2) – pilot
- Sóiči Noguči (1) – letový specialista
- Stephen Robinson (3) – letový specialista
- Andrew Thomas (4) – letový specialista
- Wendy Lawrenceová (4) – letový specialista
- Charles Camarda (1) – letový specialista

V závorkách je uveden dosavadní počet letů do vesmíru včetně této mise.

## Cíle mise

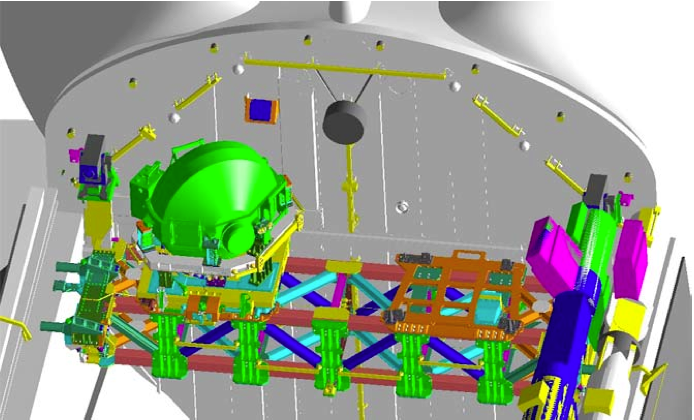
Detail gyroskopu (CMG)

### Původní
Mise označená jako STS-114 byla původně určená pro raketoplán Atlantis. Kdyby nepřišla havárie raketoplánu Columbia, raketoplán Atlantis vzlétl na svoji misi v březnu 2003. Cílem byla výměna šesté základní posádky Mezinárodní vesmírné stanice za sedmou posádku. Velitelem měla být Eileen M. Collinsová, která se tak už podruhé stala velitelkou raketoplánu (poprvé to bylo v roce 1999 při misi STS-93). Dalšími členy posádky byli Kelly (pilot), Noguchi a Robinson jako letoví specialisté. Spolu s nimi měla letět sedmá posádka ISS ve složení Kenneth Bowersox, Donald Petit a Nikolaj Budarin, na Zem se měli vrátit členové šesté posádky Jurij Malenčenko, Edward Lu a Alexandr Kaleri. Mise měla trvat 11 dní, z čehož 7 by raketoplán strávil zakotvený u ISS. Během tří naplánovaných výstupů do vesmíru (EVA) měli Noguchi a Robinson vykonat několik údržbářských prací na stanici (např. výměna jednoho ze čtyř gyroskopů).

### Nové
Během přestávky způsobené havárií Columbie prošlo vybavení raketoplánů i personál množství testů, úprav a zdokonalení, aby byla minimalizována možnost další havárie. Novým cílem letu STS-114 bylo v prvé řadě prověřit úspěšnost těchto opatření – což zahrnovala především kontrolu stavu tepelné ochrany na oběžné dráze pomocí nového speciálního nástavce OBSS (Orbiter Boom Sensor System) připojeného k manipulátoru Remote Manipulator System, a zkouška možnosti opravy tepelného štítu ve vesmíru. Raketoplán měl také doplnit zásoby na ISS v modulu Raffaello, přivézt nový gyroskop CMG a jeden ze stávajících gyroskopů opravit. Naplánované byly tři výstupy do vesmíru (EVA).

## Opatření na zvýšení bezpečnosti (RTF opatření)
Z 15 doporučení vydaných vyšetřovací komisí CAIB (Columbia Accident Investigation Board) se NASA nepodařilo splnit tři, respektive NASA je splnila jen z části. Na splnění požadavků vyšetřovací komise dohlížela komise RTF TG vedená bývalými astronauty, Thomasem P. Staffordem a Richardem O. Coveym. Odborníkům NASA a dodavatelům se nepodařilo zcela zamezit odpadávání pěnové izolace z vnější palivové nádrže raketoplánu. Právě jeden takovýto kus izolace 16. ledna 2003 narazil do křídla startujícího raketoplánu Columbia a způsobil poškození tepelné ochrany náběžné hrany jeho křídla, což mělo za následek destrukci stroje.
A přestože v průběhu testů odpadávaly z nejrizikovějších míst kusy s hmotností maximálně 7 gramů (hmotnost úlomku, který zasáhl Columbii, byla odhadnutá na 1,2 kg), možnost závažného poškození tepelné ochrany se nedala vyloučit.

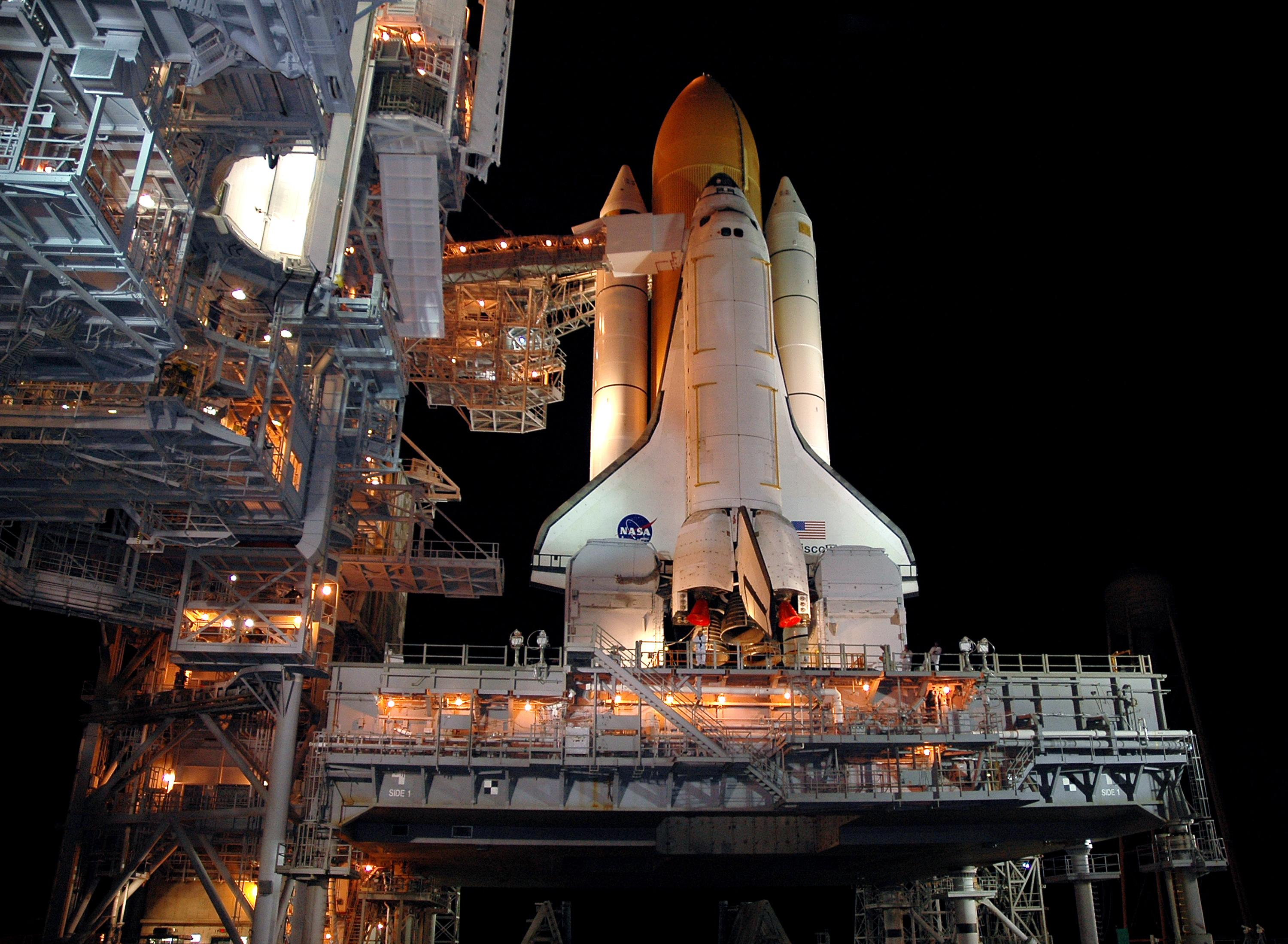
Raketoplán Discovery během příprav na start

Druhým nesplněným požadavkem CAIB bylo zvýšení odolnosti tepelného štítu orbiteru proti nárazům. To se ukázalo jako technicky příliš náročné a tak zůstal tepelný štít raketoplánu bez podstatných změn. Třetím požadavkem (splněným pouze z části) bylo vyvinutí metody inspekce a opravy tepelného štítu ve vesmíru. Úspěšná metoda kontroly sice byla vyvinutá, ale možnosti opravy štítu v případě poškození nebyly dotáhnuté do konce.
Všechny ostatní požadavky komise CAIB však byly splněné. Díky ohřívačům a vyšší kvalitě izolační pěny byla snížena pravděpodobnost a možnost odpadávání kusů izolace z nádrže během startu. Také byl vylepšený proces nanášení a následné kontroly soudržnosti izolační pěny, aby nemohly odpadávat větší částice. Před obnovením letů byly z raketoplánů sejmuty a zkontrolovány všechny RCC panely (části nejsilnější tepelné ochrany v místech nejvyššího aerodynamického zatížení při přistání). Byl zdokonalen systém snímkování raketoplánu během startu, aby bylo co nejrychleji odhaleno případné poškození. Na samotné ISS byla přijata taková opatření, aby stanice mohla v případě nutnosti sloužit jako „nouzový přístav“ pro posádku raketoplánu. Také se zlepšily možnosti vyslat případný záchranný tým jiným raketoplánem.

## Experimenty
Hlavním cílem mise STS-114 bylo testování metod inspekce systému tepelné ochrany TPS (Thermal Protection System), testování několika možností jeho opravy na oběžné dráze, zásobení a údržbářské práce na Mezinárodní vesmírné stanici. Kromě toho se na palubě Discovery uskutečnily následující experimenty a pozorování:
- vliv kosmického letu na skelet, svaly a imunitní systém člověka (předletové a poletové vyšetření)
- Účinnost léku promethazinu na potlačení kinetózy
- Monitorování reaktivace latentních virů a jejich přenos mezi členy posádky
- Vliv kosmického letu na imunitní stav člověka (předletové a poletové vyšetření)
- Sledování stavu ortostatického ústrojí (předletové a poletové vyšetření)
- Vliv kosmického letu na reaktivaci Eppstein-Barrova viru (předletové a poletové vyšetření)
- Změny ve svalech vlivem beztížného stavu
- Testování bočního větru na dynamiku přistávacího manévru
- Testování prototypu výparníku pro chlazení v termoregulačním systému s použitím směsi vody a hydroxypropylmethyletheru

## Přípravy na start

Záznam kamery nacházející se na nádrži ET během vzletu, je zde vidět oddělení úlomku pěnové izolace

Přípravy na start probíhaly velmi dlouho, protože od roku 2004 se počítalo s tím, že Discovery odstartuje v květnovém startovacím okně roku 2005. V hangáru OPF probíhaly na raketoplánu kromě běžných příprav také testy kvality panelů RCC. Dne 29. března 2005 se orbiter přemístil do montážní haly VAB, kde byl připojení k vnější palivové nádrži (ET) a pomocným motorům SRB.
Vše probíhalo hladce a kompletní raketoplán se 6. dubna přesunul na startovací rampu 39B. Dne 13. a 14. dubna proběhlo zkušební odpočítávání. Během něj technici zjistili, že na potrubí mezi orbiterem a nádrží ET se tvoří nadměrné množství námrazy. Z tohoto místa byla záměrně odstraněná pěnová izolace, aby se zabránilo jejímu opadávání. Množství nežádoucí námrazy ale techniky znepokojovalo. Navíc se vyskytly problémy se senzory vyprázdnění vodíku z nádrže ET. Dne 29. dubna se proto definitivně rozhodlo odložit start a vyměnit celou nádrž ET za jinou (která měla být použita při letu Atlantisu). Dne 26. dubna se tedy celá startovací sestava vrátila do haly VAB, kde dostal Discovery novou nádrž ET i s novou dvojici motorů SRB. Na rampu byl Discovery opět převezen 16. června, tentokrát však přípravy probíhaly bez zkušebního odpočítávání. Mezitím se v budovách OPF a VAB rozběhly přípravy na případnou záchrannou misi raketoplánu Atlantis (STS-300).
Jako datum startu byl určen 13. červenec 2005. Toto datum sice nějaký čas ohrožoval hurikán Dennis, nakonec se však Floridě vyhnul a nebylo potřeba odvážet raketoplán zpět do haly. Přípravy na start úspěšně pokračovaly a začalo se i odpočítávání v čase T-43 hodin. Ke startu ve stanoveném termínu ale nedošlo. Příčinou byla závada na čidle ve vodíkové nádrži, která se objevila během nastupování posádky. Ředitel startu Mike Leinbach start raději odvolal. Jako příčina závady byla 20. července stanovena možná interference v přepájecím bloku mezi senzory a počítači raketoplánu. Jako nový datum startu byl určen 26. červenec. Tentokrát již vše proběhlo bez problémů a 26. července 2005 v 14:38:59,977 UTC raketoplán Discovery odstartoval na první misi po více než dvou letech čekání.

### Start
Vzlet raketoplánu Discovery ze startovací rampy 39B neprobíhal úplně bez problémů. Přibližně 2,5 sekundy po startu narazil do špičky nádrže ET pták, ale nepoškodil ji. V čase T +70 s zaznamenala kamera umístěná na ET oddělení části dlaždice systému tepelné ochrany na zadní straně krytu šachty předního podvozku. Druhým vážnějším problémem bylo oddělení izolační pěny z ET. Po odhození nádrže ET posádka nádrž vyfotografovala a na Zemi se po vyhodnocení snímku potvrdilo, že několik sekund po odhození SRB se z ET oddělil téměř metr dlouhý kus izolační pěny a to přes všechna opatření RTF. Kromě toho se na ET objevilo ještě množství dalších míst, kde došlo k oddělení menších kusů pěny. Největší kus odpadl z profilovaného útvaru kryjícího horní konec potrubí a kabeláže, vedoucí po povrchu nádrže. Jeho hmotnost byla odhadnutá na 400 gramů. Odpadávání pěnové izolace z této části nádrže bylo naprosto neočekávané, proto hlavní manažer raketoplánů Bill Parsons na tiskové konferenci 27. července oznámil, že dokud nebudou zajištěné a napravené příčiny opadávání izolace z ET, nemůže žádný další raketoplán odstartovat.

### Na oběžné dráze
Raketoplán se dále pohyboval podle plánu po suborbitální dráze, kterou v čase 15:17:20 UTC zážehem motorů OMS změnil na orbitální dráhu s perigeem 150 a apogeem 230 km. Po nevyhnutelných prověrkách všech systémů následovalo otevření nákladového prostoru a oživení manipulátoru RMS. V čase 19:42:08 UTC nabral pilot James Kelly korekcí dráhy směr k ISS.
Během druhého dne letu posádka opět oživila manipulátor RMS, který po odzkoušení vyzdvihl z pravého boku nákladového prostoru prodlužovací kus označovaný zkratkou OBSS (Orbiter Boom Sensor System). Na něm jsou umístěné laserové detektory, fotometrie a kamery, určené na odhalování případných poškození tepelné ochrany.
Prodlužovací tyč je nevyhnutelná, protože bez něj by samotný manipulátor RMS nedosáhl na spodní část raketoplánu. Okolo 09:24 UT začala kontrola tepelného štítu, která odhalila jen zanedbatelná poškození. Ten den se uskutečnily dvě korekce dráhy, první v 06:54:12 UTC a druhá v 16:03:24 UTC. Posádka ISS (velitel Sergej Krikaljov a palubní inženýr John Phillips) se stejně jako posádka raketoplánu připravovala na spojení. Na palubě ISS se do přechodového tunelu PMA-2 začala napouštět atmosféra, na palubě raketoplánu se připravila přechodová komora, spojovací uzel se vysunul do pohotovostní polohy a vysunula se malá parabolická anténa, sloužící též jako setkávací radiolokátor.
Dne 28. července okolo 05:30 UTC začala série přibližovacích manévrů k ISS. V 09:50 UTC, když už byla vzdálenost mezi oběma tělesy jen o málo víc než 1,5 kilometru, navázaly obě posádky zvukové spojení v komunikačním pásmu UKV. Mezi 10:15 a 10:24 UTC se raketoplán otočil okolo svojí kratší vodorovné osy a posádka ISS zatím snímkovala jeho tepelný štít. V 10:38 UTC byla vzdálenost obou těles jen asi 100 metrů a přibližovací rychlost jen 50 mm za sekundu. V 10:46 UTC dal letový ředitel Paul Hill souhlas se setkávacím manévrem. V čase 11:18 UT se spojovací uzly raketoplánu a modulu PMA-2 zachytily a v 11:30 UT se uzamkly zámky spojovacího uzlu. Raketoplán Discovery se tím spojil s Mezinárodní vesmírnou stanicí. V 12:54 UT se otevřely poklopy a posádka ISS přivítala posádku STS-114.
Po slavnostním přivítání posádek začala bezpečnostní školení, po nich další opatření a přesun zásob. Mezi ně patřilo i přečerpání stlačeného dusíku ze zásob raketoplánu do tlakových nádrží modulu Quest. Staniční manipulátor SSRMS (Space Station Remote Manipulator System) vyzvedl z nákladového prostoru raketoplánu prodlužovací tyč OBSS a předal ji manipulátoru RMS, protože po připojení k ISS by na tyč už nedosáhl manipulátor raketoplánu bez pomoci. Manipulátor stanice SSRMS řídili Kelly a Lawrenceová za Phillipsovy asistence. Manipulátor raketoplánu obsluhovali Camarda a Thomas. Před zahájením odpočinku, který byl naplánovaný od 20:40 UT, přešla celá posádka raketoplánu zpět do jeho prostor.

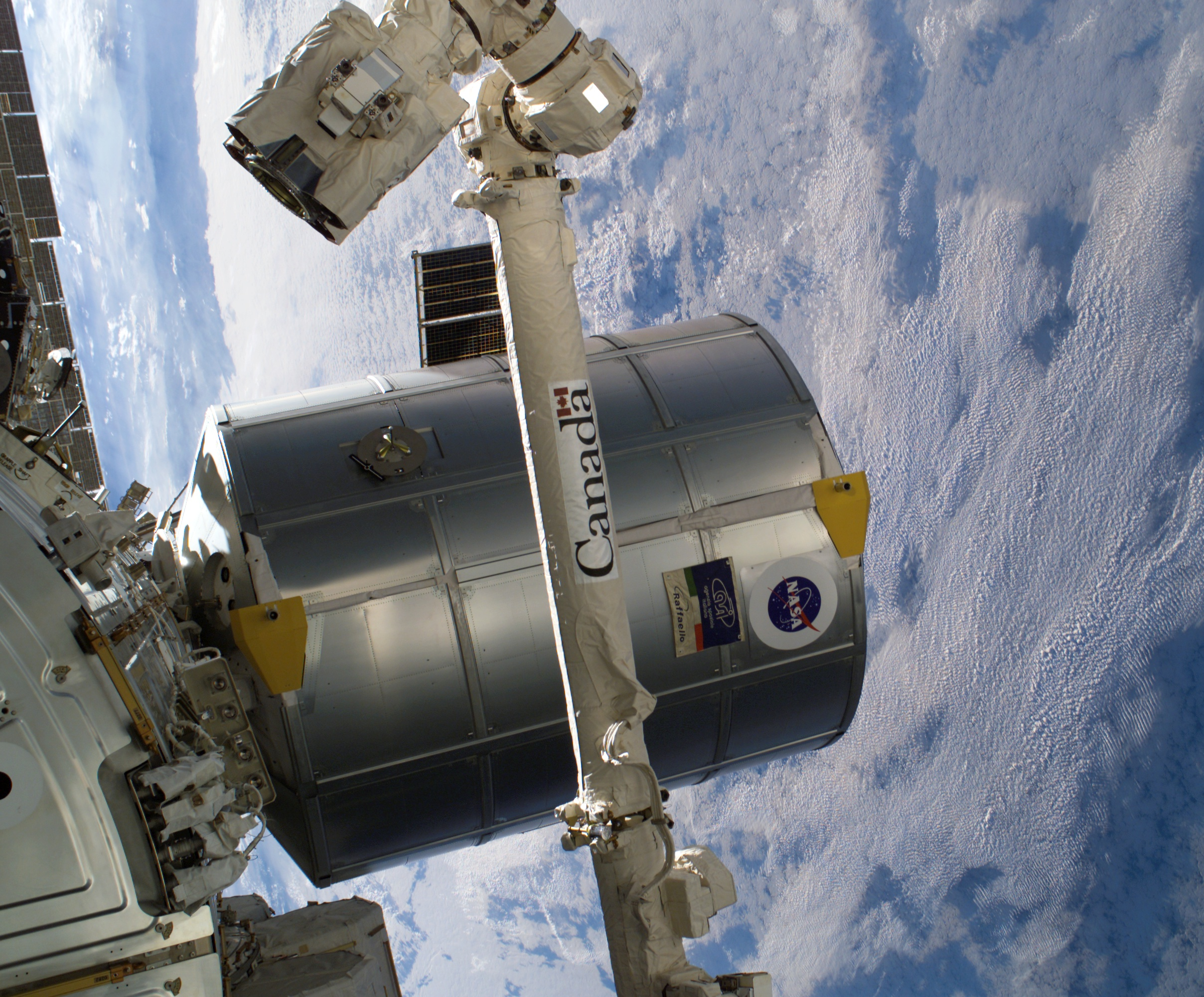
Modul Raffaello po připojení k ISS

Dne 29. července proběhlo připojení nákladového modulu MPLM Raffaello ke spojovacímu uzlu modulu Unity. Modul za pomoci staničního manipulátoru úspěšně připojili ke stanici Lawrenceová a Kelly. Problém nastal ve chvíli, kdy do něj chtěl vstoupit Krikaljov. Příliš velký rozdíl tlaků mu nedovolil modul otevřít. Závadu se podařilo odstranit a okolo 15:00 UT byl průlez modulu otevřený. Astronauti vstoupili do Raffaella a začali z něj vykládat materiál. Kelly a Phillips mezitím připravili manipulátor SSRMS na další kontroly tepelného štítu raketoplánu, tentokrát barevnou kamerou na manipulátoru. Kontroly neukázaly nic mimořádného kromě menšího množství škrábanců a drobných poškození jako při kterékoliv jiné předcházející misi.
Před odpočinkem posádka raketoplánu okolo 16:30 UT opět opustila prostory stanice a hermeticky uzavřela průlezy mezi raketoplánem a ISS. Důvodem bylo plánované snížení tlaku na palubě raketoplánu na 700 hPa jako příprava na první výstup do otevřeného vesmíru (EVA). Tlak byl snížen přečerpáním části vzduchu do atmosféry stanice. Po ukončení odpočinku 30. července okolo 04:09 UT začaly bezprostřední přípravy na výstup do kosmu. V 09:46 UT Noguchi a Robinson přepnutím svých skafandrů na vnitřní zdroje oficiálně zahájili první výstup do otevřeného prostoru.

#### EVA 1
Prvním úkolem Nogučiho a Robinsona bylo otestovat dvě nové metody oprav tepelné ochrany raketoplánu. Za použití aplikátorů pěny EWA zahladili uměle vytvořené díry ve vzorcích dlaždic a materiálem NOAX opravovali maketu poškozeného krytu RCC náběžné hrany křídla. Pro nedostatek času však nedokončili všechny naplánované pokusy. Mezitím se na palubě raketoplánu zvýšil tlak na normální hodnotu, aby mohly být otevřené průlezy mezi Discovery a ISS a aby se mohlo pokračovat v přenášení nákladu.
Noguči a Robinson se vrátili pro nářadí do přechodové komory Quest a poté začali na povrchu modulu instalovat nosnou konstrukci ESPAD a kabeláž pro budoucí připojení skladovací plošiny ESP. V práci jim přes manipulátor RMS (nesoucí nosníky ESPAD) pomáhali Kelly a Lawrenceová. Noguči poté opravil poškozenou anténu navigačního systému GPS. Následovalo přemostění nefunkčního dálkového spínače RPC-17 (Remote Power Controller) pro silový setrvačník (gyroskop) CMG-2. Robinson připravil nářadí potřebné pro chystanou změnu setrvačníku. Pak se astronauti vrátili do přechodové komory Quest a v 16:36 UT začalo tlakování kabiny. Tím byl po 6 hodinách a 50 minutách oficiálně ukončen první výstup do vesmíru.
Po skončení výstupu a opětovném otevření průlezů mezi tělesy zahájila posádka odpočinek. Dne 31. července pokračovalo přenášení nákladu mezi raketoplánem a vesmírným komplexem, astronauti také připravovali skafandry na druhý výstup do vesmíru. Stejně jako v předcházejícím případě uzavřela posádka před snížením tlaku průlez mezi Discovery a ISS. Po ukončení odpočinku a nevyhnutelných přípravách začali 1. srpna v 08:42 UT Noguči a Robinson druhý výstup do otevřeného prostoru.

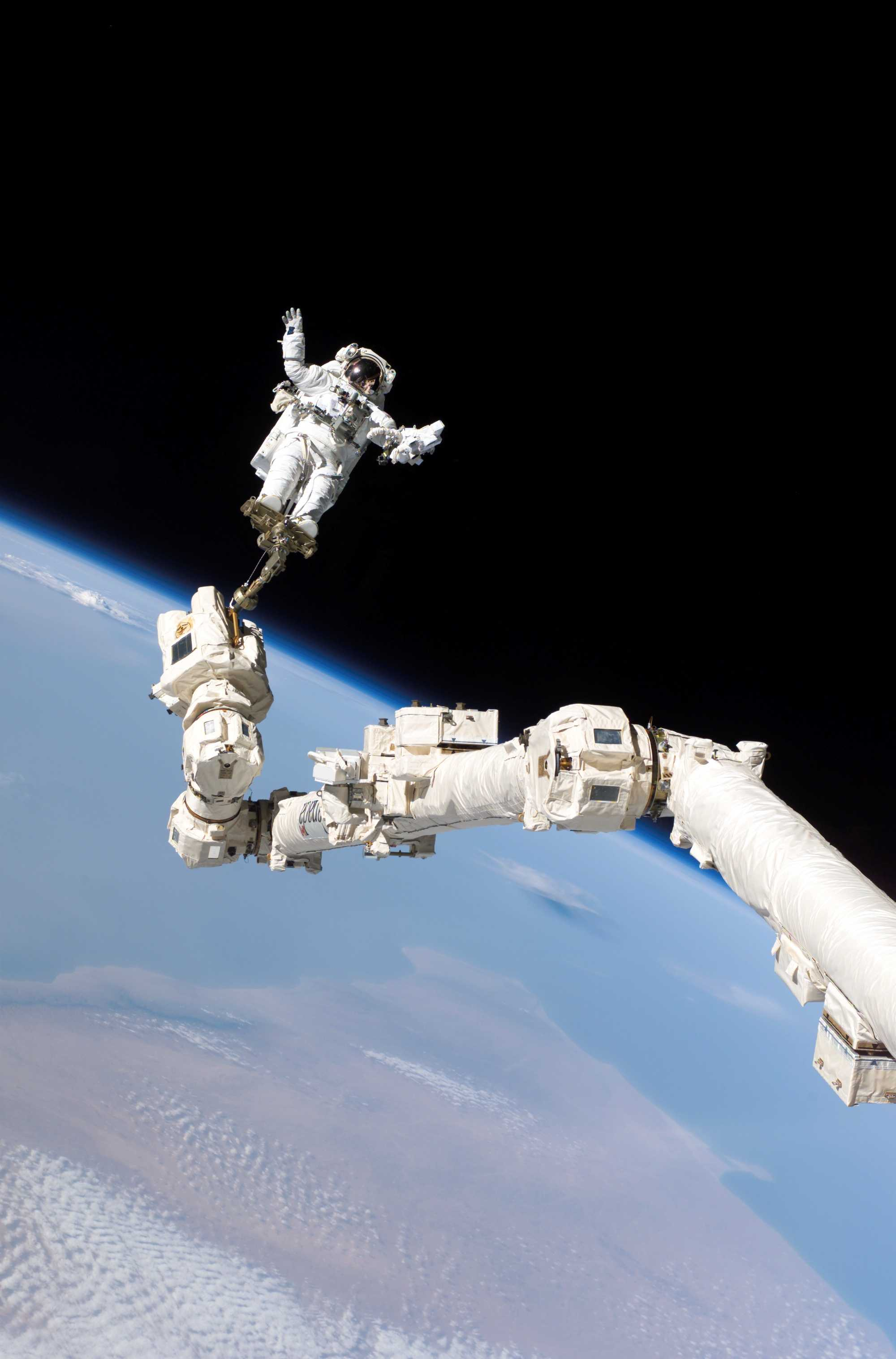
Steve Robinson na staničním manipulačním rameni během třetího výstupu do kosmu

#### EVA 2
Primárním úkolem druhého výstupu byla výměna nefunkčního silového setrvačníku CMG-1. Po odpojení kabelů astronauti demontovali celé třísetkilogramové pouzdro se setrvačníkem z příhradového nosníku ITS-Z1 nad modulem Unity. Noguči byl na plošině na konci staničního manipulátoru, který ovládali Kelly a Lawrenceová. Ti ho dálkovým ovládáním snesli spolu se setrvačníkem do nákladového prostoru raketoplánu, kde byl provizorně ukotvený. Nový setrvačník, až doposud také provizorně uložený v nákladovém prostoru raketoplánu, byl naložen na plošinu a spolu s Nogučim putoval zpět ke konstrukci ITS-Z1. Poté Robinson a Noguči nový setrvačník nainstalovali. Řídící středisko se pokusilo setrvačník zprovoznit, ale neúspěšně. Chyba byla ve špatném kontaktu některého z konektorů. Noguči proto odpojil a znovu pevně připojil všechny konektory, ve kterých by mohl být problém. Na druhý pokus se už řídícímu středisku setrvačník podařilo oživit. Svým návratem do přechodové komory ukončili astronauti v 15:56 UT druhý výstup do kosmu, který trval 7 hodin a 14 minut. V průběhu výstupu pokračovali Krikaljov, Phillips, Colinsová a Camarda v přenášení nákladu.
Zatímco posádka odpočívala, na Zemi probíhalo zasedání manažerů letu Discovery MMT (Mission Management Team). Na tomto zasedání padlo rozhodnutí odstranit během třetího výstupu do kosmu (EVA 3) dvě vyčnívající ucpávky mezi dlaždicemi tepelné ochrany v blízkosti přední podvozkové šachty. Existovala totiž obava, že z aerodynamického hlediska by tato nerovnost vedla ke vzniku turbulentního proudění, které by zvýšilo tepelné namáhání tepelné ochrany. Kromě těchto vycpávek však technici nenalezli žádné poškození, které by vyžadovalo opravu na orbitě.
Dne 2. srpna se posádka připravovala na poslední výstup do otevřeného prostoru. Pokračovalo také překládání nákladu a uskutečnila se společná tisková videokonference posádky raketoplánu a stanice ISS a také telefonický rozhovor Eileen Collinsové s prezidentem Georgem Bushem.

#### EVA 3
Třetí výstup do vesmíru začal 3. srpna v 08:48 UT a absolvovali ho opět Noguči a Robinson. Vlastní „opravě“ tepelného štítu předcházela příprava nářadí, montážních plošin a instalace úložné plošiny ESP-2 do modulu Quest, která bude sloužit při dalších misích. Okolo 12:08 UT Robinson nastoupil na montážní plošinu na konci staničního manipulátoru a Lawrenceová a Kelly jej přesunuli na první ze dvou míst, na kterém vyčnívaly mezi dlaždicemi vycpávky. Ukázalo se, že oprava byla jednodušší, než odborníci čekali. Robinsonovi se vycpávky podařilo vytáhnout prsty. Následovala fotodokumentace tepelné ochrany raketoplánu, přesun plošiny do nákladového prostoru raketoplánu a její odmontování z manipulátoru, úklid nářadí a okolo 14:28 UT návrat obou astronautů do přechodové komory Quest. V 14:49 UT byl třetí výstup do kosmu oficiálně ukončen. Trval 6 hodin a 1 minutu.

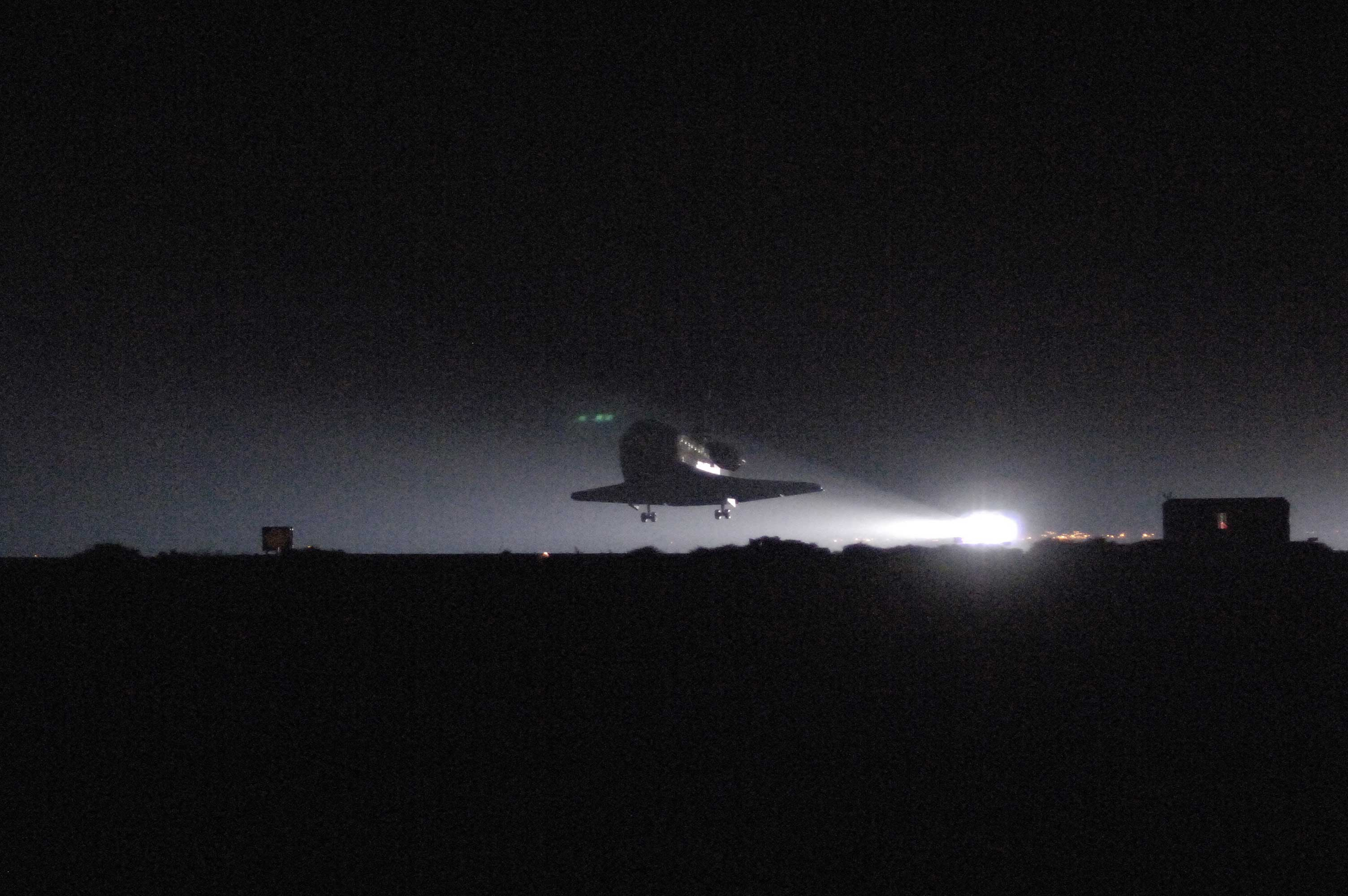
Noční přistání raketoplánu na Edwards AFB

Při průzkumu fotografií tepelného štítu raketoplánu odborníci našli ještě jedno místo, které budilo jejich zvýšenou pozornost. Jednalo se o kus odchlíplé izolace nad jedním z okének pilotní kabiny. Posádka musela za pomocí detektorů a kamer OBSS toto místo důkladně prozkoumat. Dne 4. srpna proběhlo definitivní ukládání nákladu do modulu Raffaello, aby byl přepraven zpět na Zemi. Na stanici bylo přemístěno celkem 6,8 tun nákladu a nazpět putovalo 3,9 tun. V ten den se Collinsová, Robinson a Camarda zúčastnili tiskové konference, v průběhu které hovořili mj. s japonským premiérem J. Koizumim a ministrem školství, kultury, sportu, vědy a techniky N. Nakaymou. Na Zemi zatím technici dospěli k závěru, že odchlíplá izolace nepředstavuje pro Discovery žádnou hrozbu.
Dne 5. srpna začaly přípravy na oddělení těles. Všechny předměty, které měly být odvezeny na Zem, byly přemístěny na palubu Discovery, mj. experiment s přípravou krystalů proteinů, označený jako PCG-STES (Protein Crystal Growth - Single Locker Thermal Enclosure System). Pak byl prostřednictvím staničního manipulátoru modul Raffaello přemístěn zpět do nákladového prostoru raketoplánu.

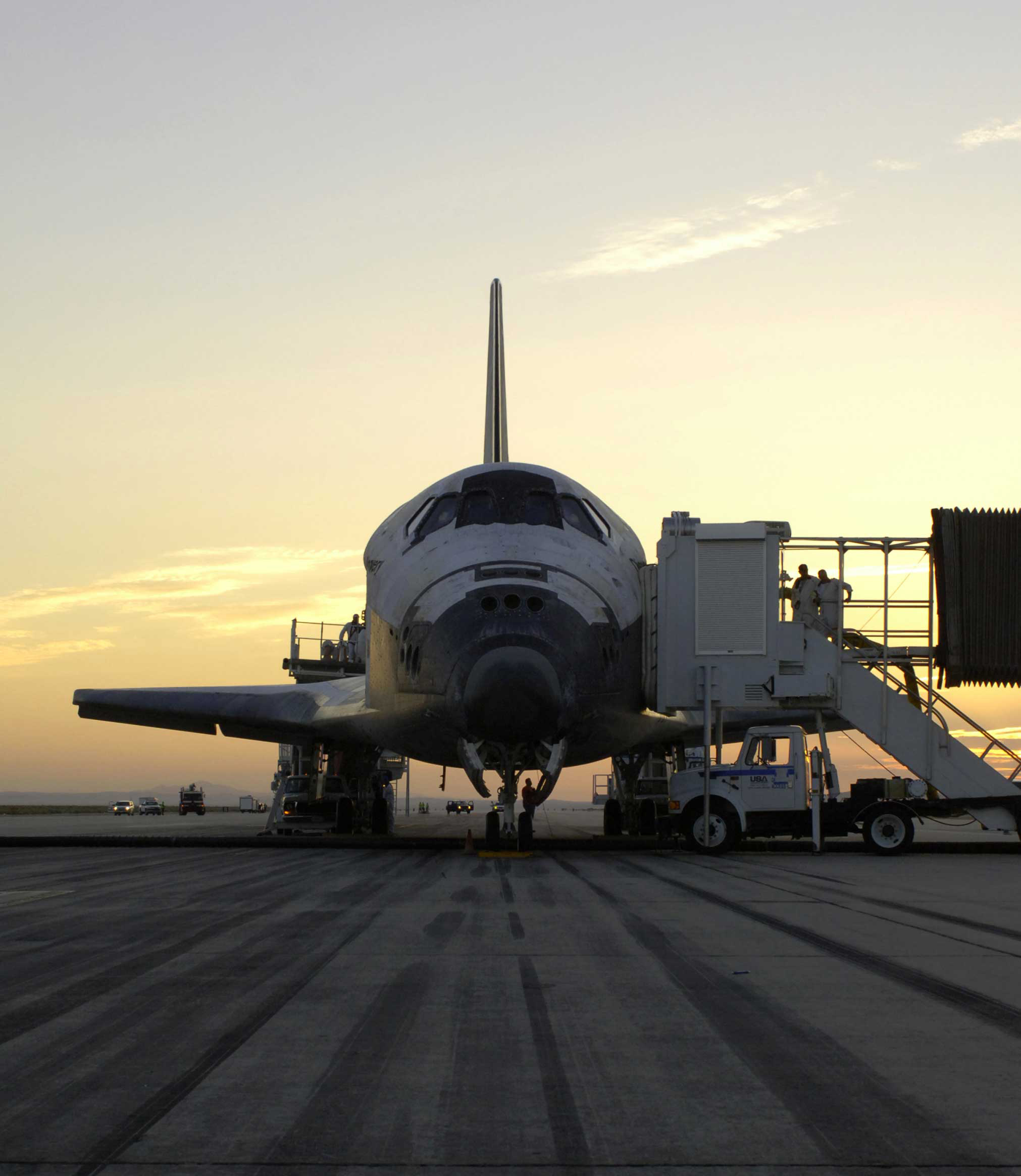
Po přistání jsou z Discovery odsávány pohonné hmoty

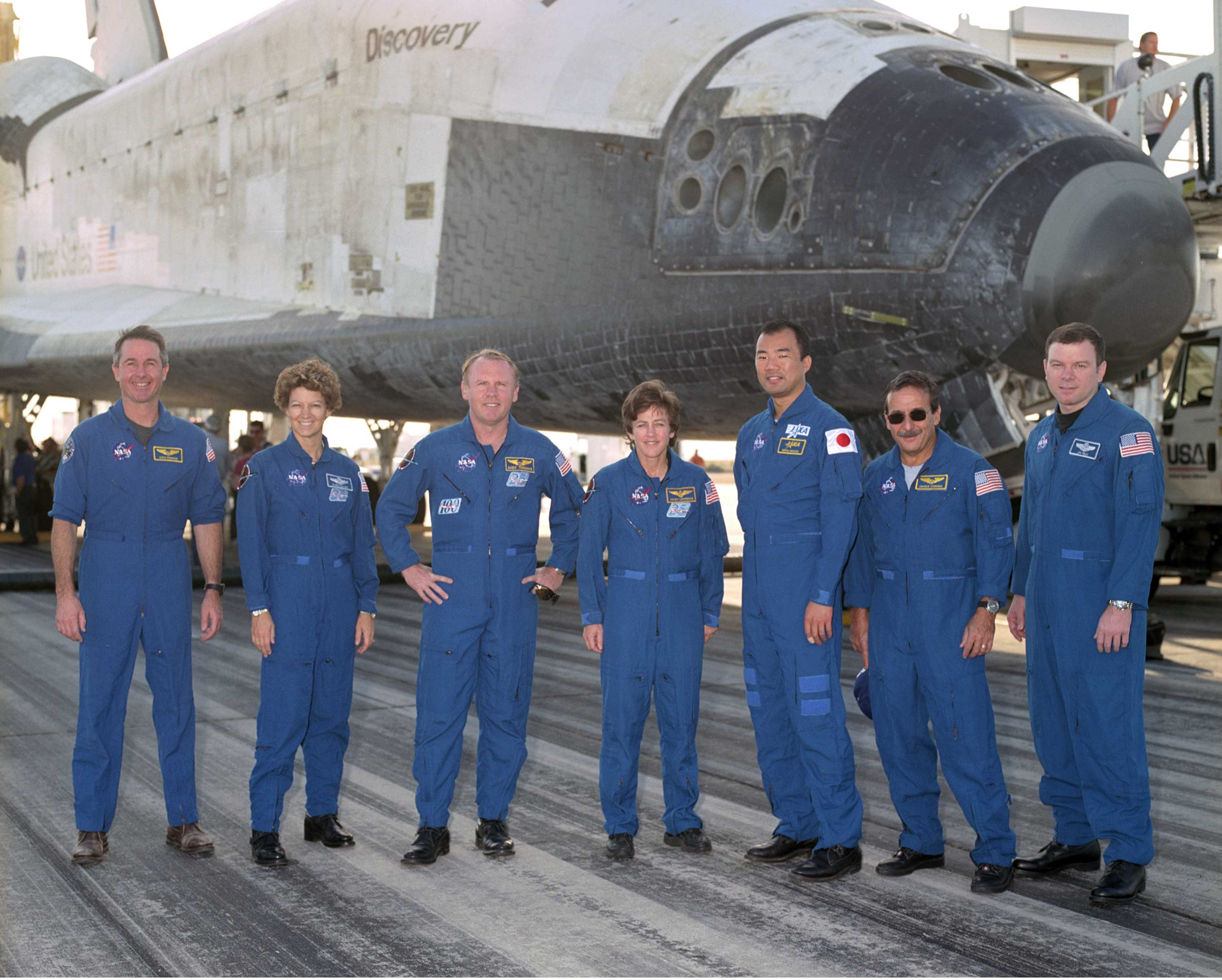
Posádka raketoplánu po přistání

Dne 8. srpna se obě posádky rozloučily a v čase přibližně 05:24 UT se definitivně uzavřely průlezy mezi raketoplánem a ISS. Po kontrole hermetičnosti spoje byl v 07:22 UT vydán povel na odemknutí zámků spojovacího uzlu. V 07:24:00 UT se Discovery odpojil od stanice a v 07:54 UT zahájil oblet stanice. V 09:08:53 UTC se vydal od stanice pryč na samostatnou dráhu.
Dne 7. srpna Collinsová, Kelly a Robinson prověřili systémy Discovery před přistáním. Proběhl nácvik pilotáže průběhu přistání, motory RCS byly zkušebně zažehnuty. Proběhla také další tisková konference. Přistání bylo původně plánované na 8. srpna, ale MCC ho odvolalo vzhledem k oblačnosti nad Mysem Canaveral. Možnost přistát tento den byla odvolána hned dvakrát a to v 07:15 UT a při následujícím oběhu v 09:07 UT. Dne 9. srpna bylo počasí na Floridě stále nepříznivé, proto dal letový ředitel LeRoy Cain souhlas s přistáním na základně Edwards AFB v Kalifornii.

## Přistání
V 05:21 UT se uzavřely dveře do nákladového prostoru, v 07:01 UT se piloti připoutali ve svých křeslech. První pokus o přistání byl ale odvolaný a stejně tak i druhý. Až napotřetí (v 10:43 UT) dal LeRoy Cain souhlas s vykonáním brzdícího manévru. V 10:44 UTC se raketoplán začal otáčet do polohy pro brzdící manévr. Ten začal zážehem motorů OMS v 11:06:18 UT a skončil jejich vypnutím po 162 sekundách. V 11:20 UT raketoplán zahájil orientaci pro vstup do atmosféry. Za okamžik vstupu do atmosféry se považuje čas 11:40:11 UT. Vše probíhalo hladce a ve 12:07 UT převzal Kelly a následně i Collinsová ruční řízení. V 12:08:19 UT začal manévr HAC I/C (Heading Alignment Circle Intercept). Ve 12:11 UT, byl vytažen podvozek a ve 12:11:22 UT se kola zadního podvozku dotkla přistávací dráhy 22 na Edwards Air Force Base. Ve 12:11:41 UT na dráhu dosedl i přední podvozek a ve 12:12:36 UT se Discovery zastavil.